# Копані (Баштанський район)
Копані — селище в Україні, у  Казанківській селищній громаді Баштанського району Миколаївської області. Населення становить 9 осіб.

## Історія
Селище засноване 1750 року.
29 вересня 2017 року Новолазарівська сільська рада, в ході децентралізації, об'єднана з  Казанківською селищною громадою.
17 липня 2020 року, в результаті адміністративно-територіальної реформи та ліквідації Казанківського району, село увійшло до складу Баштанського району.